# Municipio de South Versailles
El municipio de South Versailles (en inglés: South Versailles Township) es un municipio ubicado en el condado de Allegheny en el estado estadounidense de Pensilvania. En el año 2000 tenía una población de 351 habitantes y una densidad poblacional de 157.6 personas por km².

## Geografía
El municipio de South Versailles se encuentra ubicado en las coordenadas 40°18′02″N 79°47′55″O / 40.30056, -79.79861.

## Demografía
Según la Oficina del Censo en 2000 los ingresos medios por hogar en la localidad eran de $33,125 y los ingresos medios por familia eran $42,500. Los hombres tenían unos ingresos medios de $35,625 frente a los $22,292 para las mujeres. La renta per cápita para la localidad era de $16,414. Alrededor del 8,9% de la población estaban por debajo del umbral de pobreza.